# 管理費
管理費，在物業管理方面，稱為物業管理費，是按大廈公契規定業主每月必需繳付的費用。用於屋苑公共設施的日常管理, 保安, 清潔, 保養, 維修, 裝飾, 改善或美化工程或所有業主共享的支出(e.g. 政府部門/法庭的命令)。如有業主立案法團, 則是屬業主立案法團所擁有, 如沒有則是由所有業主按公契規定的比例共同擁有; 一般情況都是由管理公司代管。由於香港並沒有嚴謹的法例去規管管理公司, 所以大部份管理公司都沒有開設獨立戶口處理收支。很多人都誤以為管理費就是管理公司的收入！其實管理費絕非是物業管理公司的收入，管理公司的收入稱為[經理人酬金], 是根據大廈公契規定按照實際支出的百份比計算,並從管理費中支付; 或按管理合約的規定收取。新落成的屋苑都是由發展商的子公司管理(稱公契經理人), 此酬金則高達百份之十(例如, 長江, 地鐵)。如果成功更換經理人(管理公司), 一般可減至百份之三; 可是現時法例要得到百份之五十的業權份數在業主大會通過。假如現時的管理費不夠支付所有支出, 管理公司/業主立案法團是有權加管理費, 但不可超出現年財政預算的50%, 除非經由業主大會通過(可參考建築物管理條例344章的20,21,22條)。